# Amazonas (állam, Brazília)
Amazonas (ejtsd: Amazonasz) állam Brazília északnyugati részén. Amazonas Roraima, Pará, Mato Grosso, Rondônia, Acre, Loreto megye, Amazonas megye, Vaupés megye, Guainía megye és Bolívar államokkal határos.

## Földrajzi adatok
- Területe 1 570 745 km², mellyel a legnagyobb állam az országban. Hasonló méretű mint Mongólia.
- Lakossága 3 938 336 fő volt 2015-ben
- Népsűrűsége 2,5 fő/km². Roraima állam után a legalacsonyabb.
- Székhelye: Manaus

## Népesség
| Lakosok száma | 3 483 985 | 4 001 667 | 4 063 614 | 3 941 613 |
|               | 2010      | 2016      | 2017      | 2022      |

## Fordítás
- Ez a szócikk részben vagy egészben  az   Amazonas (Brazilian state) című angol Wikipédia-szócikk fordításán alapul.  Az eredeti cikk szerkesztőit annak laptörténete sorolja fel. Ez a jelzés csupán a megfogalmazás eredetét és a szerzői jogokat jelzi, nem szolgál a cikkben szereplő információk forrásmegjelöléseként.